# Малиновая девушка

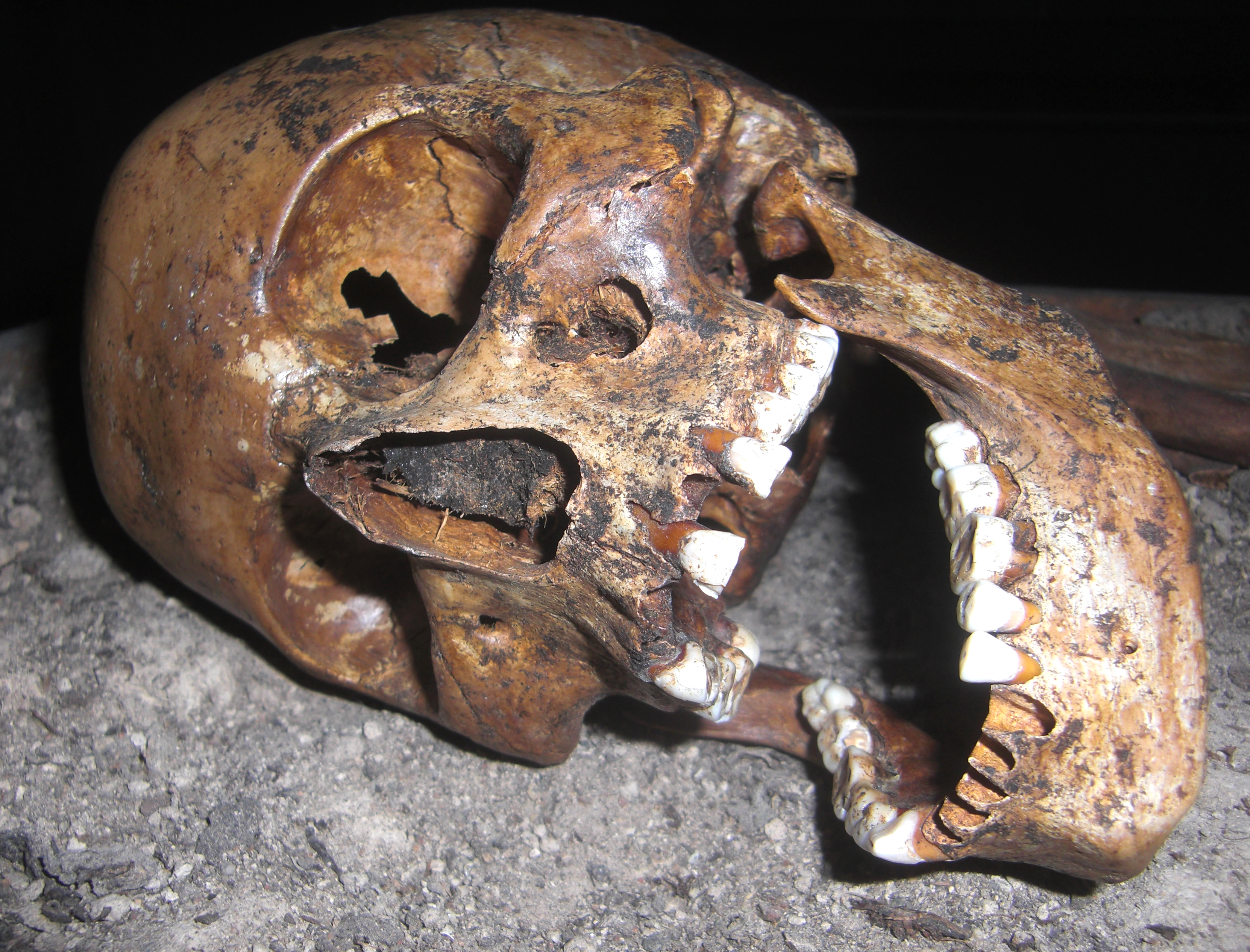
Череп Малиновой девушки

Мали́новая де́вушка — скелет, найденный в 1943 году в болоте в пяти километрах к югу от Фальчёпинга в Фальбигдене, Вестергётланд. При осмотре трупа было обнаружено, что желудок полон семян малины — последней едой девушки было большое количество малины.

## Находка

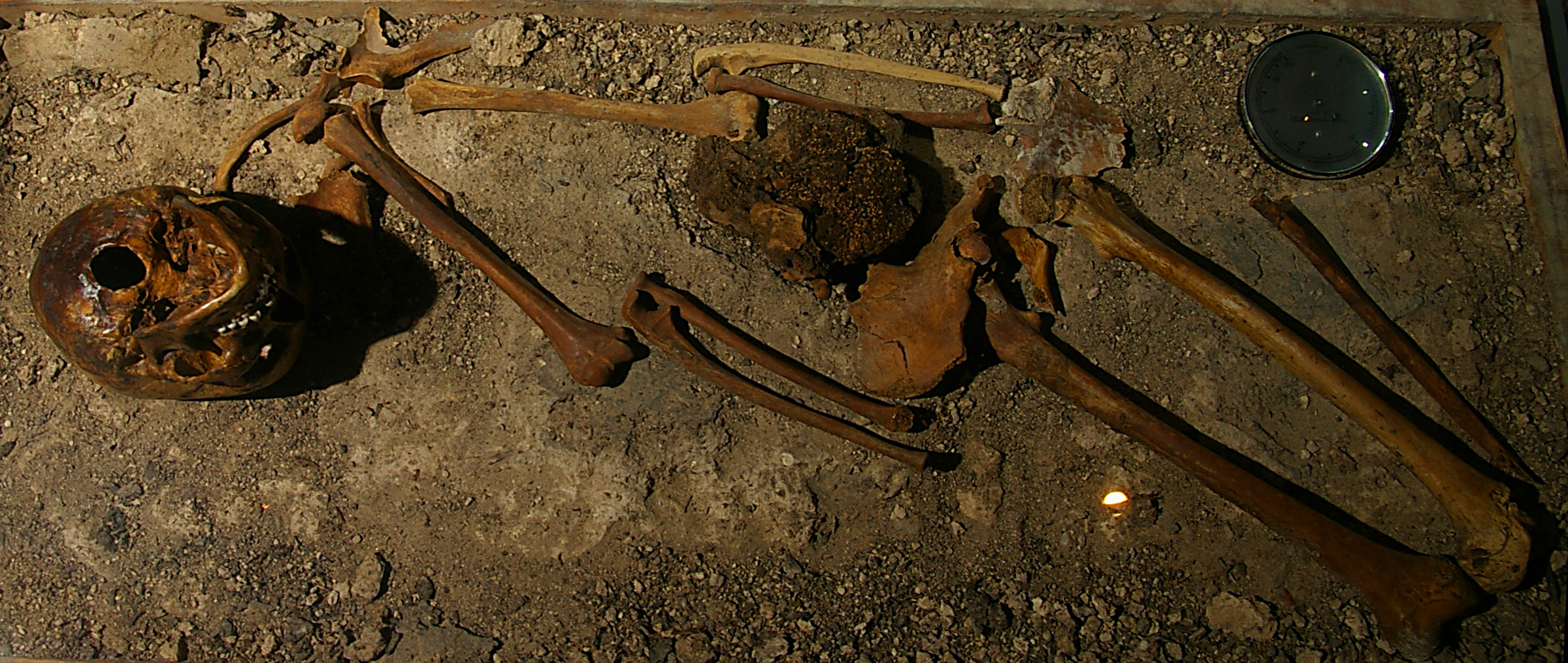
Останки Малиновой девушки в положении, в котором её раскопали в 1943 году. Из выставки «Античность в Фалбигдене», музей Фалбигдена

Малиновая девушка — болотный труп, найденный в Рогесторпсмоссене или Смедьемоссене в приходе Луттра недалеко от границы с приходом Кинневедс. Находка была сделана в 5 км к югу от Фальчёпинга, в болоте Рожесторпс, которое является частью более крупного комплекса болот Мёнарпа. Тело 20 мая 1943 года во время добычи торфа обнаружил Карл Вильхельмссон. Когда он стоял и копал, в трясине внезапно появилась рука, затем появился череп и нижняя челюсть. Работы приостановили, вызвали полицию, считая, что найденная могла быть недавно убита. Но обнаружилось, что скелет принадлежит человеку, умершему давно, поэтому дело было прекращено. Останки были переданы местному антиквару Хильдингу Свенссону, а тот привлёк иных исследователей, в частности, Карла Эсайаса Сальстрёма.
Во время осмотра места находки представители Национального управления древностей сделали вывод, что на месте неподходящие условия для проведения тщательного расследования. Поэтому скелет вместе с куском торфа, на котором он лежал, был извлечён и отправлен по железной дороге в Стокгольм.

## Исследования

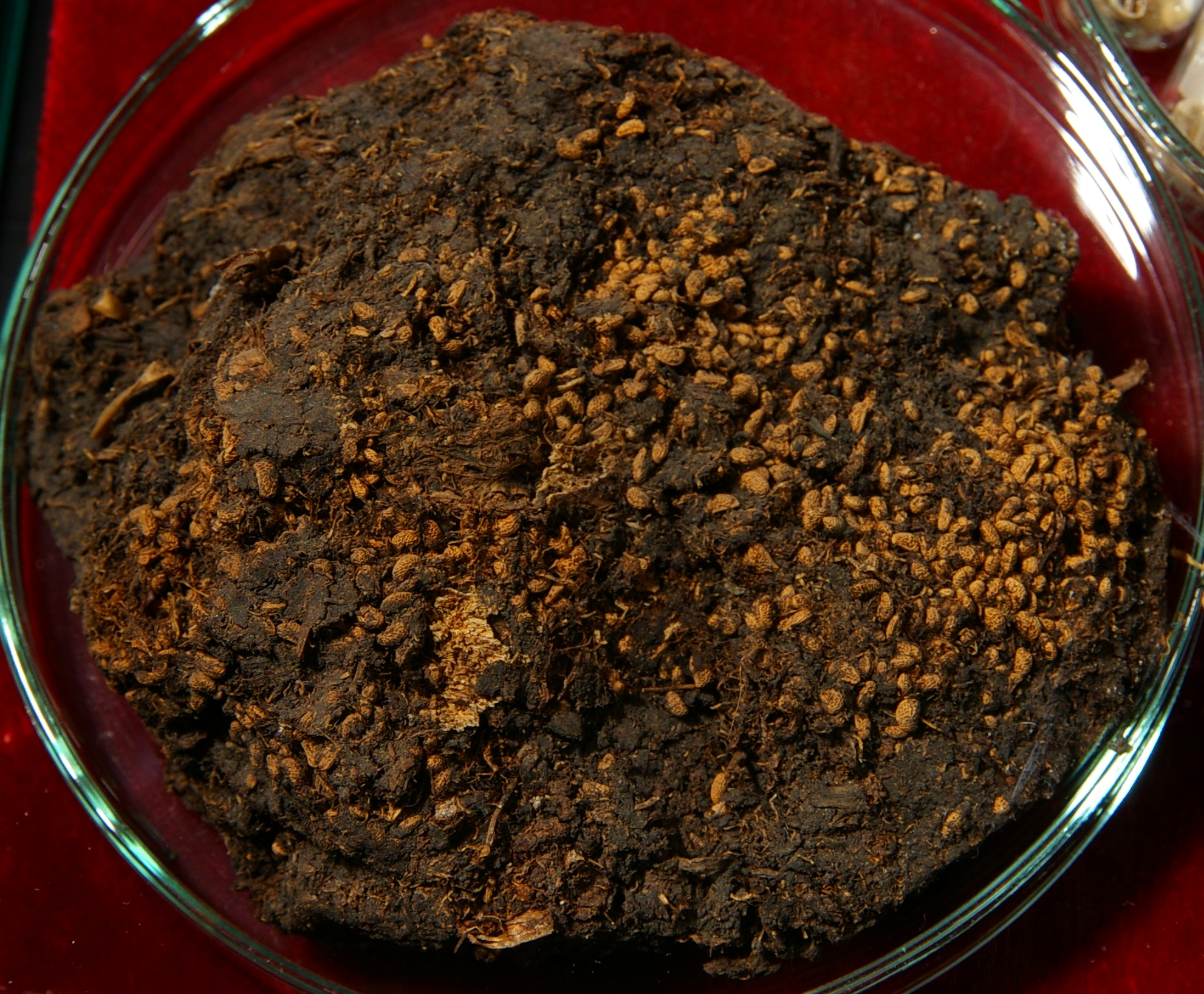
Содержимое желудка Малиновой девушки, состоящее из её последнего приёма пищи: созревшей на солнце малины

Находка прошла несколько исследований у специалистов. Среди прочих её исследовали профессор Нильс-Густав Гейвалл в 1940-х годах и Сабина Стен и Торбьерн Альстрём в 1990-х годах.

### 1940-е годы
Определение возраста с помощью анализа пыльцы показало, что трупу было чуть больше 4000 лет. В желудке обнаружены косточки малины. Таким образом, можно сделать вывод, что смерть должна была произойти в конце лета, в июле-августе; сохранение трупа в болоте летом вместо гниения необычно для Швеции.
Осмотр скелета показал, что это была молодая девушка в возрасте 18-20 лет, ростом около 145 см. Обе её ноги были согнуты так, что икры упирались в бёдра. Было высказано предположение, что ноги были связаны, а верёвки и ремни, удерживавшие их на месте, сгнили. Находка была названа Малиновой девушкой из-за юного возраста и содержимого желудка.

### 1990-е
Новая датировка, на этот раз с использованием радиоуглеродного датирования, отодвинула Малиновую девушку примерно на 1000 лет назад по времени. Смерть, вероятно, произошла между 3105 и 2935 годами до нашей эры, в конце неолита. При осмотре торфяного материала были обнаружены остатки пресноводных улиток размером примерно 2-3 мм. Раковины показывают, что Малиновая девушка утонула на мелководье в богатом известняком озере. В связи с этим расследованием останки и другие находки были перемещены из скрытого места на выставку в музее Фалбигдена.
Позже было реконструировано лицо девушки, исследован череп и зубы. У Малиновой девушки на одном зубе был обнаружен начинающийся кариес, а также выявлена сутуральная (шовная) кость (дополнительное костное образование у места сочленения обычных костей) на шее. Попытки извлечь ДНК были неудачны.

## Личность

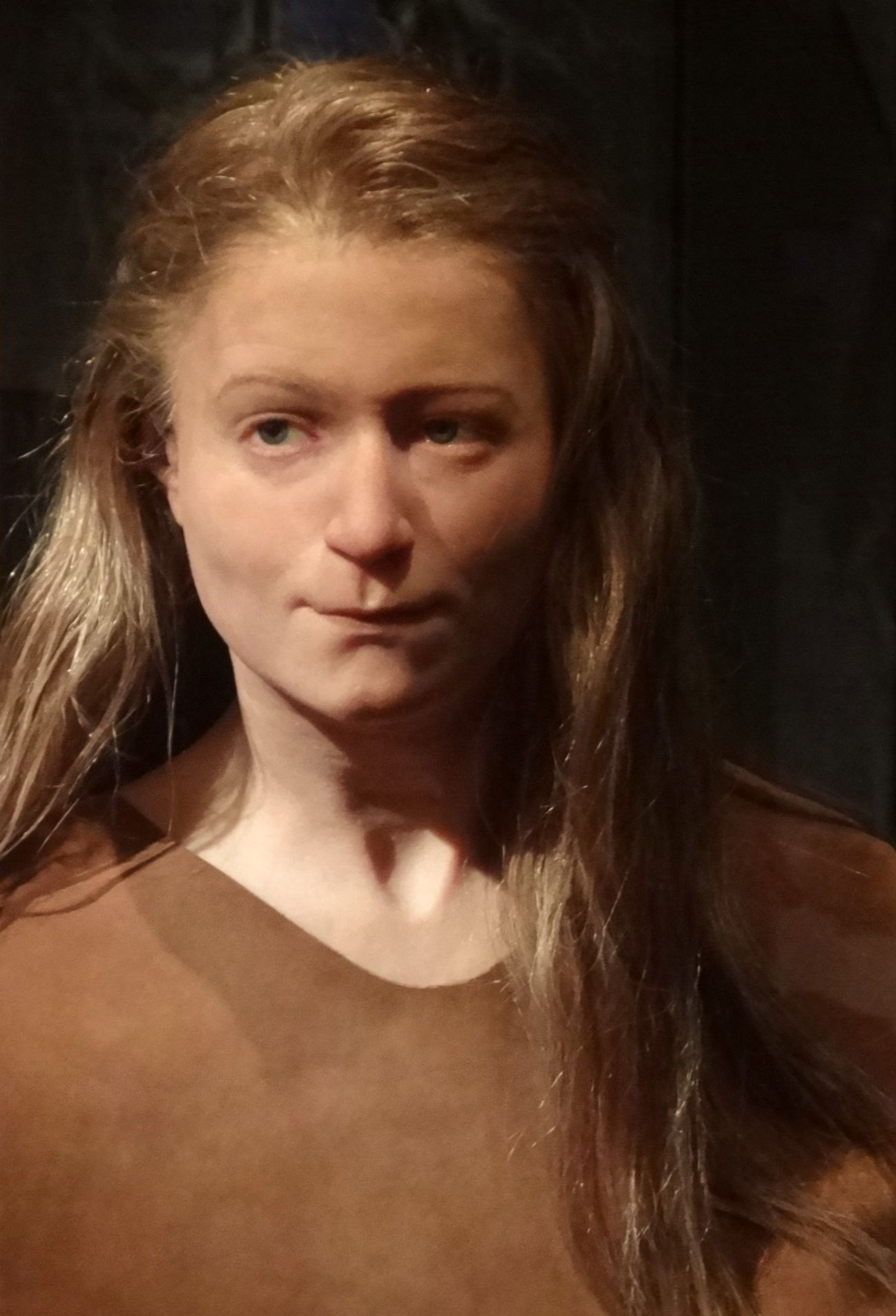
Портрет, полученный после реконструкции, предпринятой Оскаром Нильссоном в 2011 году

Рост и возраст Малиновой девушки сравнили со скелетами из Слутарпсдёсена, примерно в 2,5 км от места находки. Женщины, найденные в Слутарпсдёсене, имеют рост от 147 до 162 см. При росте в 145 сантиметров Малиновая девушка низкая даже для женщины каменного века. Радиоуглеродное датирование показывает, что несколько скелетов в Слутарпсдёсене являются современниками Малиновой девушки.

## Причина смерти
Примерно в 6 метрах к северу от места находки был найден наконечник стрелы, сделанный из кремня, что влечёт за собой множество гипотез. Возникает вопрос, стрелял ли кто-то в девушку, была ли она подстрелена или мертва, когда оказалась в озере. Однако вероятность того, что наконечник стрелы и Малиновая девушка имеют прямую связь, мала. Если ноги девушки действительно были связаны, её могли принести в жертву богам.
Малиновая девушка умерла в конце лета и не могла быть принесена в жертву для процветания земледелия, что предположительно произошло бы весной. Равновероятно, что Малиновая девушка была принесена в жертву, по своей воле или против неё, или что она была казнённой преступницей.